# Chiara Appendino
Pour les articles homonymes, voir Appendino.
Chiara Appendino, née le 12 juin 1984 à Moncalieri, est une femme politique italienne. Membre du Mouvement 5 étoiles, elle est maire de Turin et de la ville métropolitaine de Turin de 2016 à 2021 et députée depuis 2022.

## Biographie
Diplômée de l'université Bocconi, elle est chef d’entreprise. 
Elle entre pour la première fois en contact avec le Mouvement 5 étoiles en 2010, sur un stand au marché de Porta Palazzo à Turin. Elle est élue sous les couleurs du M5S lors des élections municipales de 2011, et siège dans l'opposition.
Âgée de 32 ans et inconnue quelques mois avant le scrutin, elle bat à la surprise générale le maire sortant, Piero Fassino (PD), lors des élections municipales de 2016 à Turin, remportant 54,6 % des voix lors du second tour,. Pendant l'entre-deux tours, elle avait reçu le soutien de la Ligue du Nord et d’une partie de la droite. Ses listes présentent un profil hétéroclite sur le plan sociologique, et transcendent le clivage gauche-droite. Pour le politologue Roberto D’Alimonte, « il est clair que Chiara Appendino a attiré des votes du centre droit, mais aussi de gauche, et ceux aussi des NO TAV, les opposants à la ligne Lyon-Turin ».
À l'issue d'un mandat difficile pour elle, Chiara Appendino ne se représente pas en 2021.
Depuis 2020, elle est vice-présidente de la Fédération italienne de tennis.
Le 25 septembre 2022, elle est élue députée pour le Piémont et siège à compter du 13 octobre suivant.